# فهرست شهرداران کرج
این نوشتار فهرست شهرداران کرج است.

## فهرست
شهرداران کرج از ابتدای دهه ۸۰ تا کنون بدین شرح است:
- محمود دادگو
  - شروع۷۲/۴/۶
  - پایان۷۶/۲/۳
- هادی الماسی
  - شروع ۷۶/۲/۳
  - پایان ۷۷/۷/۱۱
- عباس روشن اردکانی
  - شروع ۷۷/۷/۱۱
  - پایان ۷۹/۱۲/۷
- مجید حاجی غلام سریزدی
  - شروع ۸۰/۷/۱۶
  - پایان ۸۲/۵/۱۶
- علی ترکاشوند
  - شروع ۸۲/۶/۱۵
  - پایان ۸۶/۲/۱۲
- سید مهدی مقدسی
  - شروع ۸۶/۴/۲۴
  - پایان ۸۸/۲/۲۳
- سید علی آقازاده
  - شروع ۸۸/۲/۲۳
  - پایان ۹۲/۷/۱۰
- علی ترکاشوند
  - شروع ۹۲/۷/۱۰
  - پایان ۹۶/۷/۳
- اصغر نصیری
  - شروع ۹۶/۷/۳
  - پایان ۹۷/۱/۲۷
- علی‌اصغر کمالی‌زاده
  - شروع ۹۷/۸/۷
  - پایان ۱۴۰۰/۵/۱۳
- مصطفی سعیدی سیرایی
  - شروع ۱۴۰۰/۷/۱۲
  - پایان ۱۴۰۱/۳/۲۹
- مهرداد کیانی 
  - شروع ۱۴۰۱/۰۷/۱۷
  - تاکنون